# Lluís Utrilla Robert
Lluís Utrilla (Barcelona, 25 de setembre de 1940 - 9 de maig de 2024) va ser un artista i promotor cultural català. Després dels estudis de disseny gràfic a ELISAVA, esdevé un dels protagonistes de l'Art conceptual català, participant en exposicions emblemàtiques com ara la Mostra d'Art Jove de Granollers (1971 i 1972), la Primera Muestra de Arte Actual, Comunicación Actual (1973) o Informació d'art concepte (1973). Ideador d'ambients tàctils, entre els quals la coneguda performance a la Sala Vinçon, va ser el promotor i organitzador de les temporades expositives de la Sala de la Asociación del personal de la Caja de Pensiones, on teniren lloc accions i performances de Jordi Benito, Ferran García Sevilla, Carlos Pazos i del mateix Utrilla, entre d'altres. Va recollir aquestes experiències en el text "Cròniques de l'era conceptual", publicat per Robrenyo l'any 1981.
També s'ha dedicat a la literatura. Seves són les novel·les “L'estiu acaba per tothom” i la finalista del Premi Sant Jordi “Una Llosa de marbre negre”. Així mateix, va escriure les peces teatrals “Disfresses per un mort” i “Raons d'Estat" - aquesta guanyadora del Premi de Teatre Borne de l'any 1981. Entre 2009 i 2014 va ser el president del Cercle Artístic de Sant Lluc de Barcelona i, de 2015 a 2017, ponent de la secció d'Arts Visuals de l'Ateneu Barcelonés.